# Fédération des établissements hospitaliers et d'aide à la personne privés non lucratifs
La Fédération des établissements hospitaliers et d’aide à la personne privés solidaires (FEHAP), association loi de 1901 créée en 1936, est la Fédération de référence du secteur privé solidaire en santé. Elle rassemble des établissements et services du secteur sanitaire, social et médico-social.
Depuis mars 2019, Marie-Sophie Desaulle préside le Conseil d’administration de la FEHAP,. Charles Guépratte est Directeur général depuis novembre 2022. 

## Présentation
La FEHAP, présente depuis 1936 dans l’ensemble des champs de la protection sociale, est la Fédération de référence du secteur privé solidaire en Santé. Elle rassemble plus de 4 800 adhérents, œuvrant au sein de plus de 1500 organismes gestionnaires.
Ces associations, fondations, congrégations, mutuelles, organismes de retraite complémentaire, de prévoyance … emploient près de 280 000 salariés, soit près de 12% des emplois salariés de l’Économie sociale et solidaire (ESS).
Sa souplesse alliant gestion privée et service public place ses établissements et services à la pointe de l’innovation et de la recherche.
Sa gouvernance, issue de la société civile, est désintéressée. Ainsi, tous les résultats sont réinvestis au sein des structures au profit des personnes accueillies et soignées.
Au cœur de l’ESS, les établissements et services sanitaires, sociaux, et médico-sociaux de la FEHAP, garantissent chaque année à plus de 2,5 millions de personnes un égal accès aux soins et à l’accompagnement, quel que soit l’âge, le handicap, la pathologie ou la situation sociale.
La FEHAP est également syndicat employeur. Elle gère ainsi la Convention Collective 1951 (CCN 51),, appliquée par ses adhérents, et dont elle est à l’origine.
Elle est l'une des trois principales fédérations du secteur de la santé en France, avec la Fédération hospitalière de France (FHF) et la Fédération de l'hospitalisation privée (FHP). 

## Missions et valeurs

### Missions
Les missions de la FEHAP :
- Promouvoir : La FEHAP intervient auprès des pouvoirs publics nationaux et locaux pour promouvoir les intérêts et les valeurs du secteur privé solidaire.  La Fédération se mobilise auprès des instances décisionnelles en étant force de proposition. Elle émet ainsi des avis, des plaidoyers et des propositions concrètes en faveur du secteur privé solidaire et de l’accès aux soins et à l’accompagnement pour tous. La FEHAP s’attache également à faire connaitre le secteur privé solidaire et ses acteurs auprès des usagers et du grand public.

- Conseiller & informer : La FEHAP conseille ses adhérents dans les secteurs des Relations du Travail, des Ressources Humaines, en Santé-Social et en Communication. Le pôle Santé- Social conseille sur le Droit sanitaire et social et la Direction de Relation  du Travail renseigne sur l’application de la réglementation du travail et la CCN 1951. La Fédération effectue un travail de veille sur l’ensemble des secteurs pour ses adhérents. Elle les informe ainsi de l’évolution des cadres légaux et réglementaires.

- Innover : L’innovation en santé est inscrite dans l’ADN de la FEHAP, et plus globalement du secteur privé solidaire, depuis longtemps. Grâce à Nov’ap, l’Observatoire FEHAP de l’Innovation, la Fédération constate, année après année, un engouement et un foisonnement de projets de plus en plus innovants.[réf. nécessaire] D’une part, la FEHAP s’attache à apporter son appui aux adhérents pour faciliter l’appropriation des innovations ayant fait leurs preuves d’autres structures, mais aussi pour permettre la montée en compétence des équipes dirigeantes sur les stratégies et cultures managériales propices à l’innovation. D’autre part, la FEHAP rappelle le rôle privilégié du secteur privé solidaire dans l’innovation en santé grâce à la recherche, partenariat avec des universités françaises et internationales, au service des parcours de santé des personnes.[réf. nécessaire]

- Former : La FEHAP accueille dispense 26 000 heures de formation par an au sein de ses formations destinées tant aux professionnels « cœurs de métiers » qu’à ceux exerçant des fonctions-supports, ainsi qu’aux administrateurs. Rester en prise avec l’actualité, appréhender les enjeux du secteur, anticiper les évolutions, telles sont les finalités des formations nationales ou régionales conçues selon les besoins des adhérents.

### Valeurs
La charte des valeurs est le socle commun à tous les établissements adhérents à la FEHAP :
- Par ses valeurs humanistes, elle place la primauté de la personne avant toute autre considération
- Par sa volonté de partage, elle développe, entre ses membres, une culture de solidarité et de service du public
- Par son engagement social, elle favorise la qualification, la professionnalisation et la promotion des personnels, la qualité des soins et des services
- Par son esprit d’ouverture, elle favorise les complémentarités et transversalités des expériences
- Par l’affirmation de ses responsabilités, elle tient pour essentielle la reconnaissance des usagers, des familles, des professionnels et bénévoles comme partenaires de l’élaboration, du choix et de l’évaluation des prestations.

## Organisation
Organisée de manière déconcentrée, la FEHAP est présente sur l’ensemble du territoire national (France métropolitaine et Outre-Mer). Outre le siège situé à Paris, 15 délégations Régionales et près de 30 chargés de mission sont en fonction en régions :
- Antilles-Guyane
- Auvergne-Rhône-Alpes
- Bourgogne-Franche-Comté
- Bretagne
- Centre-Val de Loire
- Corse
- Grand Est
- Hauts-de-France
- Île-de-France
- Normandie
- Nouvelle-Aquitaine
- Occitanie
- Océan Indien
- Pays de la Loire
- Provence-Alpes-Côte d'Azur

Chaque délégation est représentée par des délégués régionaux qui sont des directeurs d’établissement et qui, de manière bénévole, animent la vie de la FEHAP sur leur territoire et fonctionnent en collaboration étroite avec les chargés de mission.

## Gouvernance
La Fédération s’articule autour de trois instances de décision : son Assemblée Générale, son Conseil d’Administration et son Bureau.
L’Assemblée Générale réunit une fois par an l’ensemble des adhérents FEHAP. Ce temps est nécessaire pour approuver le bilan des activités de l’année écoulée, pour délibérer sur les questions mises à l’ordre du jour et pour élire les 24 membres du Conseil d’Administration.
Élus pour six ans parmi les membres actifs de la Fédération et parmi les personnes qualifiées, les membres du Conseil d’administration définissent les orientations de la politique générale de la Fédération, le budget et l’évaluation de la conduite des missions par le siège.
Le Conseil d’administration est présidé depuis mars 2019 par Marie-Sophie Desaulle. Dans ses missions, le Conseil d’Administration est assisté par le Bureau qui constitue l’organe de préparation et d’exécution de ses décisions.
Le directeur général est responsable de la mise en œuvre de la politique définie par le Conseil d’Administration, du pilotage et de la représentation externe de la Fédération

## Historique
Avant le XIXe siècle, les soins, en Europe occidentale, sont le plus souvent le fait d'établissements conventuels. Cette médecine conventuelle est la conséquence logique de l'idéologie chrétienne de la charité. Parallèlement, les statuts des professions de la santé dans le monde laïc se structurent : médecins, chirurgiens, pharmaciens, etc., et une médecine laïque s'organise progressivement. La profession des infirmiers est celle qui reste le plus longtemps rempli essentiellement par les ordres religieux. Des écoles d'infirmiers ne se créent qu’à la fin du XIXe siècle (1836 en Allemagne, 1859 en Suisse, 1860 à Londres, 1878 à Paris),. Ce XIXe siècle voit émerger des institutions non religieuses se donnant pour mission de venir en aide à ces personnes démunies et d’améliorer leurs conditions de vie.
En 1901, La loi sur la liberté d’association prévoit la création d’un nouveau statut permettant d’apporter une réponse technique et éthique aux problèmes sociaux et médico-sociaux. C’est le milieu associatif qui tente de prendre en charge et de répondre aux besoins des populations fragilisées. C'est le 1er décembre 1936 que plusieurs directeurs d'établissements privés à but non lucratif de la région parisienne représentant surtout les grands hôpitaux privés, se groupent en une FEHAP. C'est une fédération d'employeurs, ayant d'ailleurs à son niveau un statut d'association loi 1901.
En 1951, la FEHAP et les organisations syndicales élaborent la première convention collective du secteur de la protection sociale, la CCN 51, diffusée le 31 octobre 1951,.
En 1993, c'est la création de l’Union des fédérations et syndicats nationaux d'employeurs du secteur sanitaire (UNIFED) qui rassemble l’ensemble de la branche sanitaire et sociale, à savoir le SNAPEI, le SNASEA, le SOP, la FNCLCC, la Croix-Rouge française et la FEHAP. Cette création permet de négocier des accords de branche. En 2008, La FEHAP prend le nom de Fédération des établissements d’aide à la personne privés non lucratifs. 
En 2009, la Loi HPST (Hôpital, Patients, Santé et Territoires) fait émerger un nouveau statut d’établissement : les Établissements de santé privés d'intérêt collectif (ESPIC) et les ESmsPIC (Établissements sociaux et médico-sociaux privés d’intérêt collectif).
En 2015, la FEHAP lance Nov'ap, son observatoire de l'innovation. Nov'ap vise à faire émerger, faire connaître et organiser l'innovation entre les adhérents dans le champ de la protection sociale au bénéfice des usagers et de leurs proches.
En 2020, la FEHAP fait évoluer son identité visuelle à travers un nouveau logo. 
Création de la confédération en 2019 qui devient AXESS en 2020.